# KBS Korea
KBS Korea（韓語：KBS 코리아），是韩国广播公司（KBS）对海外韩国人播出的一个电视频道。

## 简介
频道前身为新闻频道KBS World 24，2014年11月3日开播，2021年7月1日改为现在的名称。其节目以同步播出KBS 1TV的节目为主，通过卫星电视、IPTV及互联网覆盖全球。